# جاك روت
جاك روت (بالألمانية: Jack Root)‏ مواليد 26 مايو 1876 في بوهيميا، التشيك - الوفاة 10 يونيو 1963، كان ملاكم نمساوي سابق صنّف ضمن فئة الوزن الثقيل.

## إحصائيات
خاض خلال مسيرته 55 نزالا، فاز في 47 وتعادل في 3 وخسر في 3. فاز بالضربة القاضية في 28 نزالا.

## روابط خارجية
- جاك روت على موقع بوكس ريك (الإنجليزية) (registration required)